# Kyrkja
Der Kyrkja ist ein Berg in Norwegen und liegt in der Provinz Innlandet im Jotunheimen-Nationalpark in unmittelbarer Nähe der Wanderunterkunft Leirvassbu. Seine Höhe beträgt 2032 moh.

## Entstehung des Namens
Kyrkja bedeutet in die deutsche Sprache übersetzt Kirche. Der Name begründet sich vermutlich in der Silhouette dieses Berges, die an einen Kirchturm mit Kirchenschiff erinnert.

## Route zum Gipfel
Die Normalroute führt über die Südflanke und ist im Gipfelaufbau etwas ausgesetzt.

## Fotografien

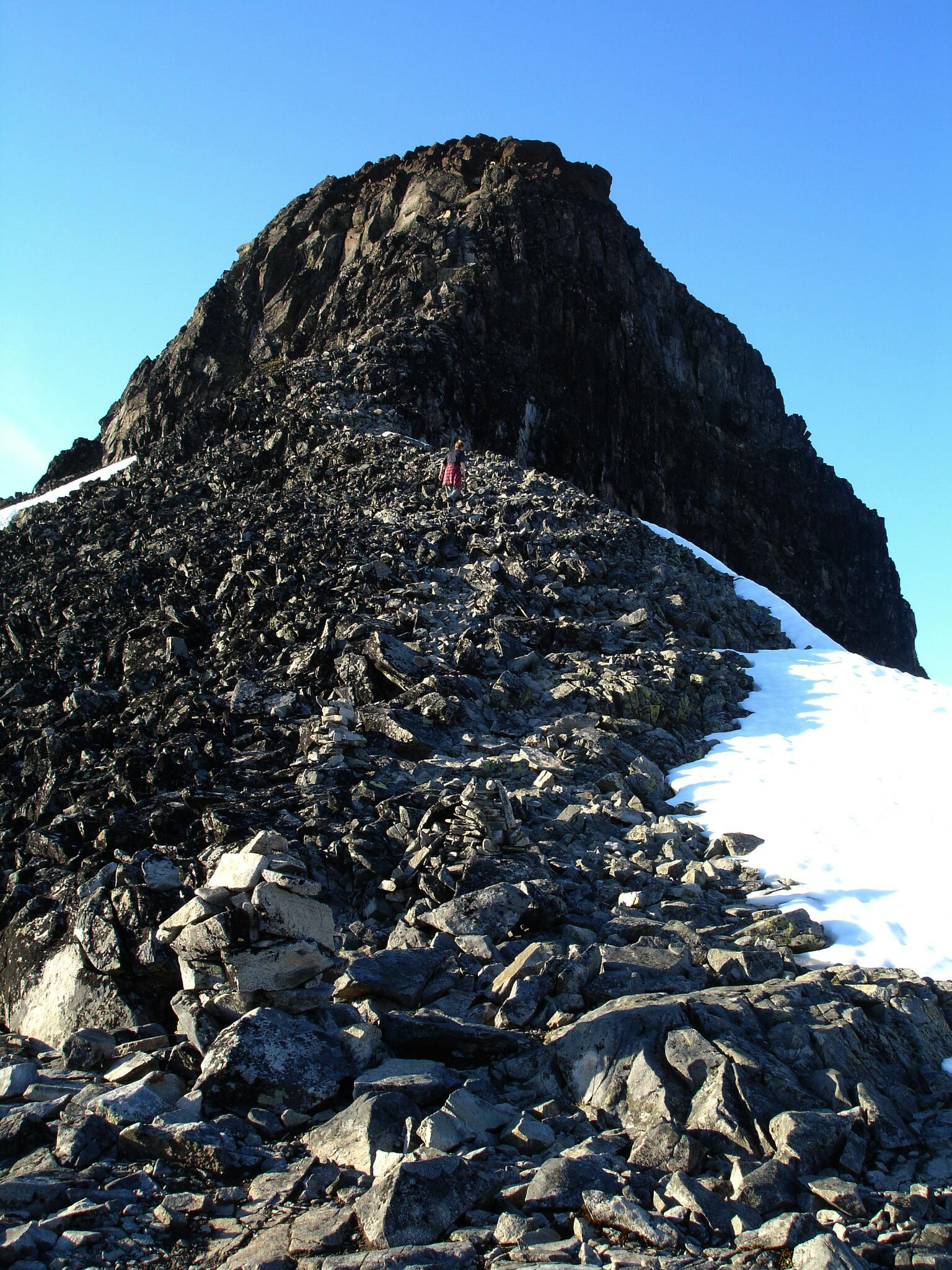
Blick über den Südgrat zum Gipfelaufbau
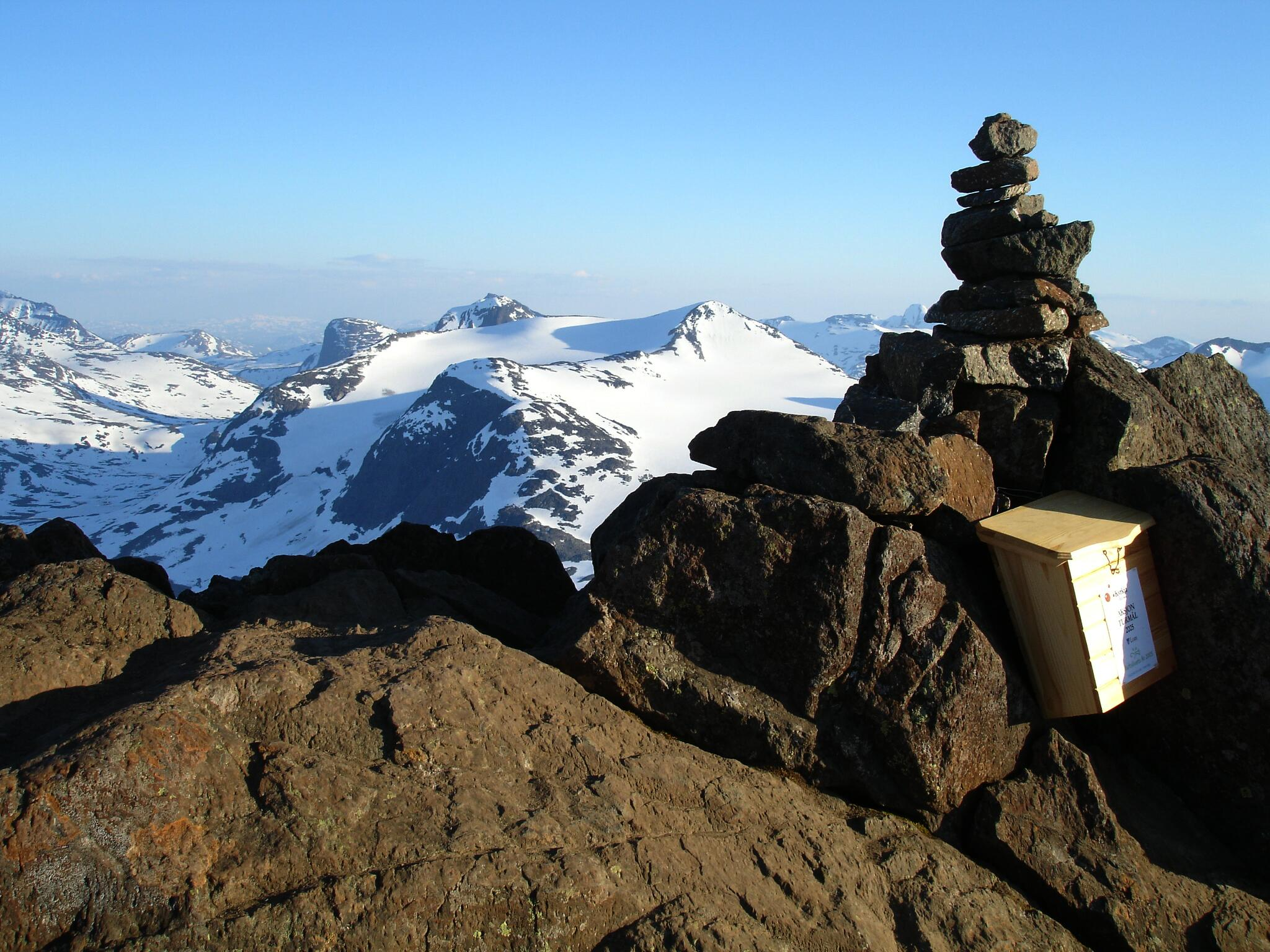
Blick vom Gipfel
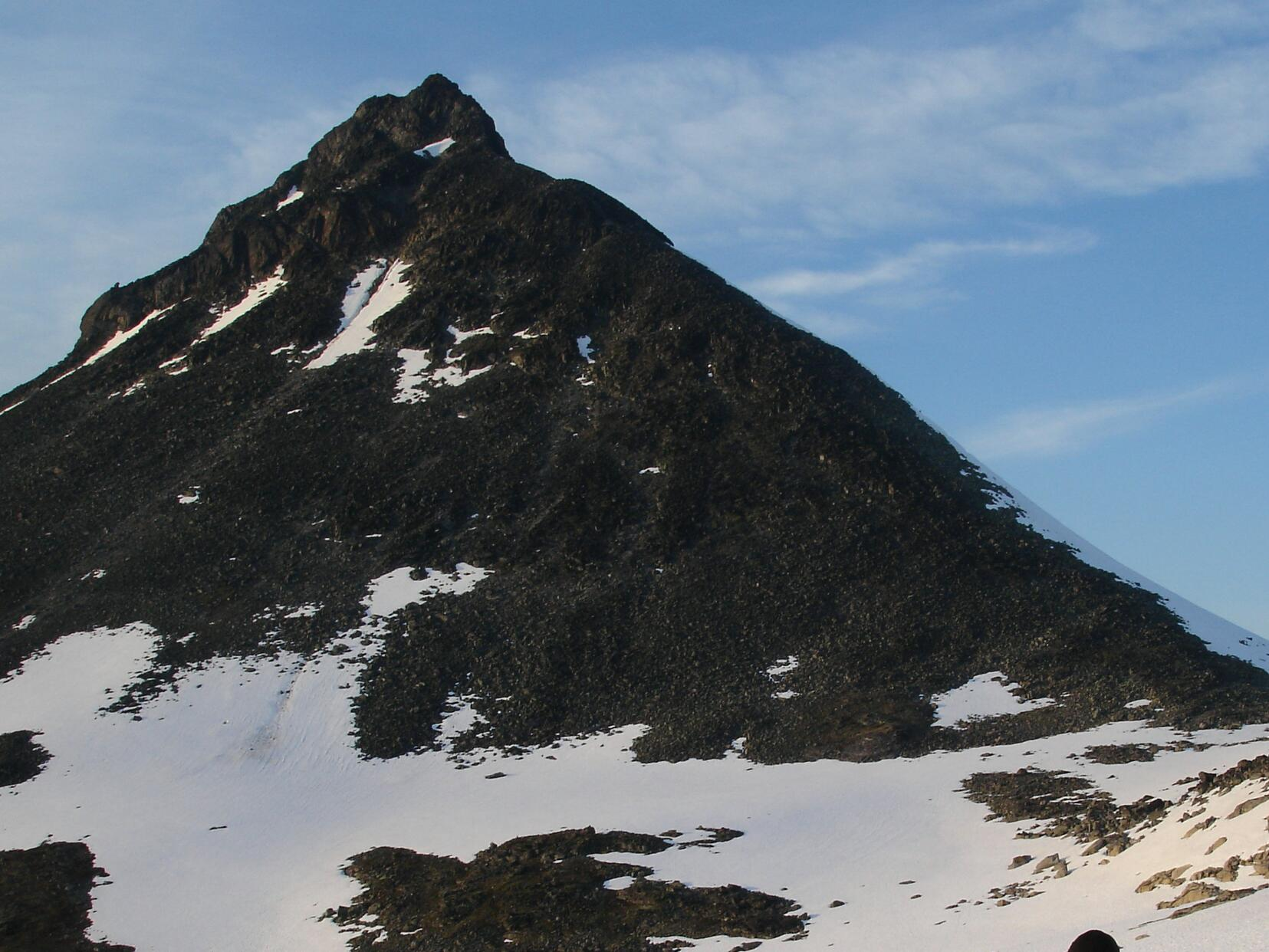
Blick aus Südwest